# Dhapakhel
Dhapakhel (nep. धापाखेल) – gaun wikas samiti w środkowej części Nepalu w strefie Bagmati w dystrykcie Lalitpur. Według nepalskiego spisu powszechnego z 2001 roku liczył on 1332 gospodarstw domowych i 6345 mieszkańców (3063 kobiet i 3282 mężczyzn).